# تاراس كوزاك
تاراس كوزاك هو سياسي أوكراني، ولد في 6 أبريل 1972 في لفيف في أوكرانيا. نشط حزبياً في Opposition Bloc ‏. وقد انتخب نائب الشعب الأوكراني ‏ خلال فترته النيابية ‏ (27 نوفمبر 2014 – 29 أغسطس 2019).